# Can Germà
Can Germà és una masia de Canet d'Adri (Gironès) protegida com a bé cultural d'interès local.

## Descripció
És una antiga masia de configuració basilical desenvolupada en planta baixa, pis i golfes. La coberta és de teula àrab a dues vessants a cada banda amb un senzill ràfec de teula. Les parets portants són de maçoneria amb carreus a les cantonades. La façana principal és arrebossada deixant a la vista els carreus que emmarquen les obertures. La porta principal és amb arc de mig punt, fet amb dovelles. Sobre la porta hi ha una finestra gòtica amb guardapols motllurat i caps esculpits. La resta de finestres del pis estan emmarcades per carreus ben tallats i ampit de pedra motllurada. Interiorment s'estructura en tres crugies perpendiculars a la façana principal. Els sostres són fets amb bigues de fusta.
Prop de la casa hi ha una construcció auxiliar aïllada que té les funcions de paller amb una portalada d'arc de mig punt.

## Història
A la llinda de la finestra dreta hi ha l'any 1755, a la de la finestra esquerra l'any 1606. Al paller hi figura l'any 1778. Actualment es troba dividida en dos cases.